# Esfinge de Tebas en terracota

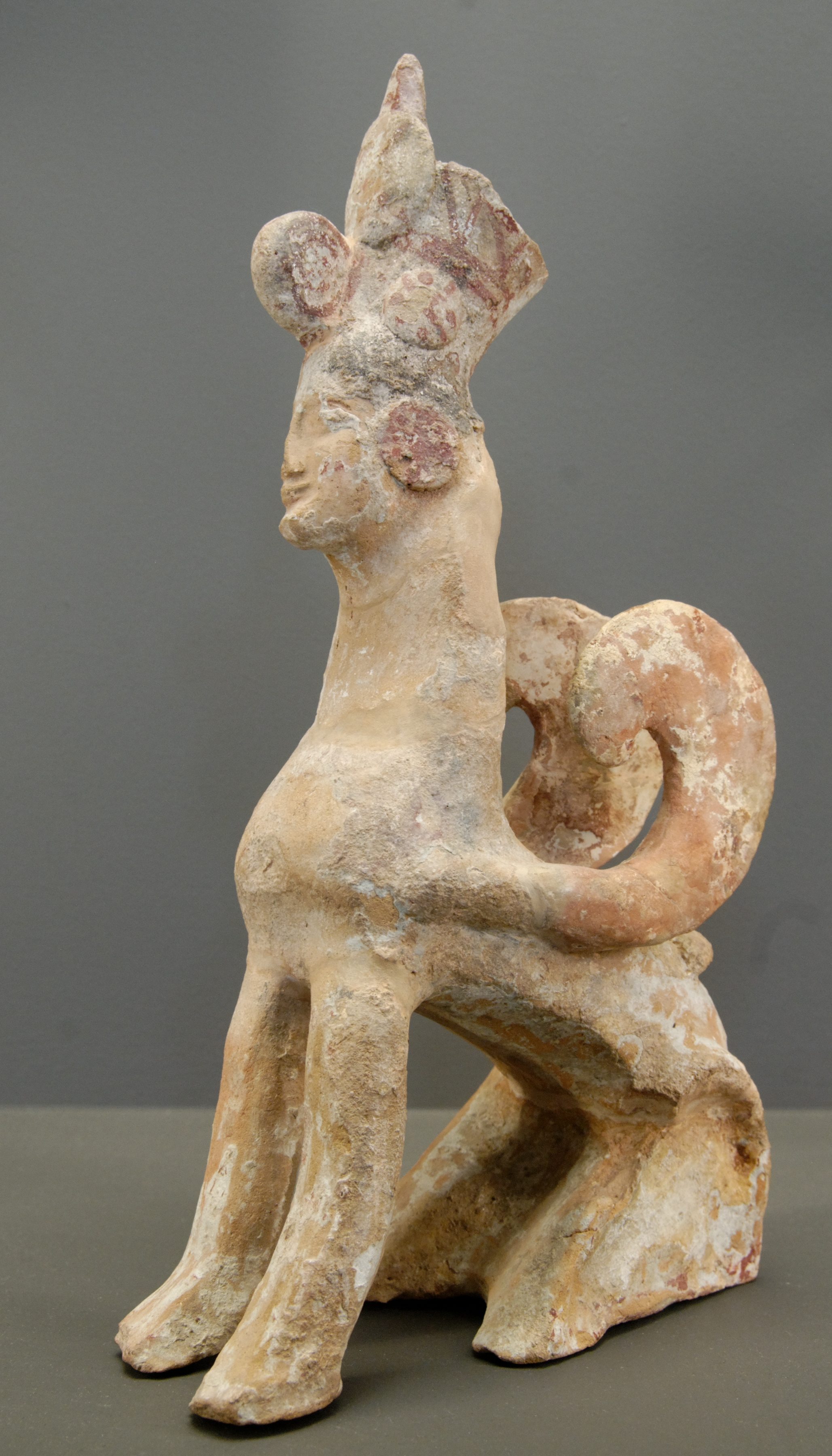
Imagen de la esfinge tebana de terracota, en el Museo del Louvre.

La Esfinge de Tebas en terracota es una pequeña Esfinge que data del año 525 - 550 a. C. y que fue esculpida por los artistas de la región de Beocia en la Antigua Grecia. La pieza se expone de forma permanente en el Museo del Louvre, de París, que tras adquirirla en 1898 la expone con el número de inventario CA 939.
La esfinge fue hallada en Tebas, (Θῆβαι Thévai) una ciudad de la Antigua Grecia, situada al norte de la cordillera de Citerón, que separa Beocia de Ática, y en el borde sur de la planicie de Beocia. Estaba situada a 48 km al noroeste de Atenas. En tiempos antiguos fue la ciudad más grande de esa región.

## Características
- Estilo: griego, procedente de los talleres de Beocia.
- Material: terracota.
- Altura: 29 centímetros.